# Coupe Memorial 2019
 (février 2022).
Les normes d'accessibilité du Web doivent être respectées sur les articles liés au hockey sur glace.
Les articles possédant ce bandeau sont listés dans la catégorie:Article hockey sur glace non accessible.
Les points d'amélioration suivants sont les cas les plus fréquents :
- Tableaux de données : utiliser les modèles préformatés déjà disponibles ou consulter l'aide ;
- Listes à puces : les listes à puces sont créées grâces aux astérisques. Il ne doit pas y avoir de ligne vide entre deux astérisques ;
- Langue : tout changement de langue doit être signalé grâce au modèle {{langue}} ou au paramètrelangue=quand le modèle {{Lien web}} est utilisé dans les références ;
- Alternative textuelle : toute image doit être accompagnée d'une description sommaire (à ne pas confondre avec la légende).

Voir aussi Wikipédia:Atelier accessibilité/Bonnes pratiques.
Nota : ce bandeau ne concerne pas les problèmes d'accessibilité dus aux modèles utilisés.
Navigation
Édition précédente Édition suivante
L'édition 2019 de la Coupe Memorial est présentée du 17 au 26 mai à Halifax, dans la province de la Nouvelle-Écosse au Canada. Elle regroupe les champions de chacune des divisions de la Ligue canadienne de hockey (LCH), soit la Ligue de hockey junior majeur du Québec (LHJMQ), la Ligue de hockey de l'Ontario (LHO) et la Ligue de hockey de l'Ouest (LHOu).

## Formule du tournoi
Pour le tour préliminaire, les quatre équipes participantes sont rassemblées dans une poule unique où elles s'affrontent toutes une fois. Une victoire rapporte 2 points tandis qu'une défaite n'en donne aucun. L'attribution des points reste la même que la rencontre se décide dans le temps réglementaire ou en prolongations. Le premier se qualifie directement pour la finale tandis que le deuxième et le troisième joue une demi-finale pour déterminer la seconde équipe finaliste.
Dans le cas où les deux derniers sont à égalité de points, un match d'élimination est joué pour déterminer l'équipe demi-finaliste. Si trois équipes sont à égalité pour les deux places en demi-finale, les nombres de buts inscrits et encaissés lors des rencontres entre les équipes concernées sont additionnés et divisés par le nombre de buts inscrits. L'équipe possédant le plus grand pourcentage se qualifie pour la demi-finale tandis que les deux autres joue un match d'élimination. S'il y a toujours égalité, les buts inscrits et encaissés lors de la rencontre contre le premier du classement sont alors pris en compte.
Dans le cas où les deux premiers sont à égalité de points, le vainqueur de la rencontre les ayant opposés se qualifie pour la finale. Si les trois premiers du classement sont à égalité, les nombres de buts inscrits et encaissés lors des rencontres entre les équipes concernées sont additionnés et divisés par le nombre de buts inscrits. L'équipe possédant le plus grand pourcentage se qualifie pour la finale tandis que les deux autres joue la demi-finale. S'il y a toujours égalité, les buts inscrits et encaissés lors de la rencontre contre le dernier du classement sont alors pris en compte.

## Effectifs
Voici la liste des joueurs représentant chaque équipe :
| Pos. | No. | Joueur              |
| ---- | --- | ------------------- |
| G    | 32  | Anthony Popovich    |
| G    | 35  | Nico Daws           |
| D    | 4   | Owen Lalonde        |
| D    | 5   | Dmitri Samorukov    |
| D    | 6   | Sean Durzi          |
| D    | 11  | Daniil Chayka       |
| D    | 22  | Jack Hanley         |
| D    | 23  | Zack Terry          |
| D    | 25  | Markus Phillips     |
| D    | 29  | Fedor Gordeev       |
| A    | 7   | Zachary Roberts     |
| A    | 8   | Cam Hillis          |
| A    | 9   | Nick Suzuki         |
| A    | 10  | MacKenzie Entwistle |
| A    | 12  | Keegan Stevenson    |
| A    | 13  | Alexey Toropchenko  |
| A    | 14  | Cedric Ralph        |
| A    | 15  | Liam Hawel          |
| A    | 16  | Nate Schnarr        |
| A    | 17  | Pavel Gogolev       |
| A    | 19  | Isaac Ratcliffe     |
| A    | 20  | Ben McFarlane       |
| A    | 21  | Ty Collins          |
| A    | 27  | Domenico Commisso   |

| Pos. | No. | Joueur               |
| ---- | --- | -------------------- |
| G    | 1   | Samuel Harvey        |
| G    | 30  | William Lagrange     |
| G    | 31  | Zachary Emond        |
| D    | 3   | Jacob Neveu          |
| D    | 4   | Justin Bergeron      |
| D    | 6   | Samuel Régis         |
| D    | 7   | Alexis Arsenault     |
| D    | 8   | William Cyr          |
| D    | 27  | Ryan MacLellan       |
| D    | 53  | Noah Dobson          |
| A    | 10  | Louis-Filip Côté     |
| A    | 11  | Rafaël Harvey-Pinard |
| A    | 12  | William Rouleau      |
| A    | 13  | Jakub Lauko          |
| A    | 14  | Mathieu Gagnon       |
| A    | 15  | Vincent Marleau      |
| A    | 16  | Alex Beaucage        |
| A    | 17  | Hugo Després         |
| A    | 18  | Olivier-Luc Haché    |
| A    | 19  | Patrik Hrehorcak     |
| A    | 20  | Tommy Beaudoin       |
| A    | 21  | Félix Bibeau         |
| A    | 22  | Peter Abbandonato    |
| A    | 23  | Samuel Naud          |
| A    | 24  | Joël Teasdale        |
| A    | 25  | Tyler Hinam          |

| Pos. | No. | Joueur                |
| ---- | --- | --------------------- |
| G    | 1   | Alexis Gravel         |
| G    | 29  | Cole McLaren          |
| D    | 2   | Denis Toner           |
| D    | 3   | Walter Flower         |
| D    | 7   | Alexis Sansfaçon      |
| D    | 12  | Patrick Kyte          |
| D    | 14  | Jared McIsaac         |
| D    | 16  | Jake Ryczek           |
| D    | 20  | Justin Barron         |
| D    | 51  | Jack McGovern         |
| D    | 79  | Jocktan Chainey       |
| A    | 8   | Brock McLeod          |
| A    | 9   | Kyle Petten           |
| A    | 15  | Jordan Maher          |
| A    | 19  | Benoit-Olivier Groulx |
| A    | 21  | Arnaud Durandeau      |
| A    | 23  | Keith Getson          |
| A    | 26  | Cole Stewart          |
| A    | 28  | Ben Higgins           |
| A    | 48  | Ostap Safin           |
| A    | 50  | Raphaël Lavoie        |
| A    | 61  | Joel Bishop           |
| A    | 67  | Xavier Parent         |
| A    | 71  | Maxim Trépanier       |
| A    | 72  | Samuel Asselin        |
| A    | 88  | Antoine Morand        |
| A    | 91  | Marcel Barinka        |
| A    | 94  | Samuel Dubé           |

| Pos. | No. | Joueur           |
| ---- | --- | ---------------- |
| G    | 33  | Ian Scott        |
| G    | 35  | Boston Bilous    |
| D    | 3   | Jeremy Masella   |
| D    | 5   | Zack Hayes       |
| D    | 6   | Kaiden Guhle     |
| D    | 8   | Brayden Pachal   |
| D    | 10  | Max Martin       |
| D    | 12  | Sergei Sapego    |
| D    | 14  | Loeden Schaufler |
| A    | 11  | Spencer Moe      |
| A    | 15  | Brian Harris     |
| A    | 16  | Jakob Brook      |
| A    | 17  | Dante Hannoun    |
| A    | 18  | Noah Gregor      |
| A    | 19  | Ozzy Wiesblatt   |
| A    | 20  | Brett Leason     |
| A    | 21  | Aliaksei Protas  |
| A    | 23  | Eric Pearce      |
| A    | 24  | Cole Fonstad     |
| A    | 25  | Sean Montgomery  |
| A    | 27  | Parker Kelly     |
| A    | 29  | Justin Nachbaur  |

## Résultats

### Tour préliminaire
| 17 mai | Raiders de Prince Albert | 1-4 (0-2, 1-1, 0-1) | Mooseheads d'Halifax | Scotiabank Centre 9 926 spectateurs |

| Feuille de match | Feuille de match                                | Feuille de match    | Feuille de match | Feuille de match                                                     |
| ---------------- | ----------------------------------------------- | ------------------- | --- | -------------------------------------------------------------------- |
|                  | N. Gregor (M. Martin, C. Fonstad) — 30 min 46 s | 0-1 0-2 1-2 1-3 1-4 | S. Asselin (R. Lavoie, M. Trépanier) — 10 min 49 s X. Parent (S. Asselin, M. Trépanier) — 18 min 44 s J. Ryczek (M. Trépanier, K. Getson) — 35 min 52 s (SN) A. Morand (B-O. Groulx) — 58 min 7 s (CV) | Arbitrage : Jason Faist Mario Maillet Justin Burchell Sylvain Losier |
| Ian Scott        | Gardiens                                        | Alexis Gravel       | | Arbitrage : Jason Faist Mario Maillet Justin Burchell Sylvain Losier |
| 12 min           | Pénalités                                       | 8 min               | | Arbitrage : Jason Faist Mario Maillet Justin Burchell Sylvain Losier |
| 24               | Tirs                                            | 37                  | | Arbitrage : Jason Faist Mario Maillet Justin Burchell Sylvain Losier |

| 18 mai | Huskies de Rouyn-Noranda | 2-5 (1-3, 1-2, 0-0) | Storm de Guelph | Scotiabank Centre 9 509 spectateurs |

| Feuille de match | Feuille de match                                                                          | Feuille de match            | Feuille de match | Feuille de match                                                         |
| ---------------- | ----------------------------------------------------------------------------------------- | --------------------------- | --- | ------------------------------------------------------------------------ |
|                  | V. Marleau (T. Hinam, J. Lauko) — 2 min 17 s J. Lauko (S. Régis, S. Harvey) — 31 min 16 s | 1-0 1-1 1-2 1-3 1-4 2-4 2-5 | A. Toropchenko — 11 min (IN) A. Toropchenko (J. Hanley, P. Gogolev) — 13 min 7 s A. Toropchenko (S. Durzi) — 18 min 23 s M. Entwistle (I. Ratcliffe, S. Durzi) — 23 min 20 s N. Suzuki (S. Durzi, M. Entwistle) — 39 min 15 s | Arbitrage : Chris Crich Jonathan Alarie Maxime Chaput Tarrington Wyonzek |
| Samuel Harvey    | Gardiens                                                                                  | Anthony Popovich            | | Arbitrage : Chris Crich Jonathan Alarie Maxime Chaput Tarrington Wyonzek |
| 4 min            | Pénalités                                                                                 | 4 min                       | | Arbitrage : Chris Crich Jonathan Alarie Maxime Chaput Tarrington Wyonzek |
| 24               | Tirs                                                                                      | 29                          | | Arbitrage : Chris Crich Jonathan Alarie Maxime Chaput Tarrington Wyonzek |

| 19 mai | Mooseheads d'Halifax | 4-2 (1-1, 2-0, 1-1) | Storm de Guelph | Scotiabank Centre 10 036 spectateurs |

| Feuille de match | Feuille de match | Feuille de match        | Feuille de match                                                                                         | Feuille de match                                                         |
| ---------------- | --- | ----------------------- | --- | ------------------------------------------------------------------------ |
|                  | A. Morand (J. Chainey, A. Durandeau) — 5 min 10 s R. Lavoie (P. Kyte, B. Higgins) — 36 min 48 s (IN) M. Trépanier (K. Getson, A. Morand) — 40 min 34 s S. Asselin (M. Trépanier) — 47 min 20 s | 1-0 1-1 2-1 3-1 3-2 4-2 | S. Durzi (N. Suzuki, N. Schnarr) — 19 min 10 s S. Durzi (A. Toropchenko, D. Samorukov) — 41 min 7 s (SN) | Arbitrage : Jonathan Alarie Jason Faist Sylvain Losier Justin Herrington |
| Alexis Gravel    | Gardiens | Anthony Popovich        | | Arbitrage : Jonathan Alarie Jason Faist Sylvain Losier Justin Herrington |
| 12 min           | Pénalités | 12 min                  | | Arbitrage : Jonathan Alarie Jason Faist Sylvain Losier Justin Herrington |
| 42               | Tirs | 35                      | | Arbitrage : Jonathan Alarie Jason Faist Sylvain Losier Justin Herrington |

| 20 mai | Huskies de Rouyn-Noranda | 6-3 (2-2, 1-1, 3-0) | Raiders de Prince Albert | Scotiabank Centre 9 186 spectateurs |

| Feuille de match | Feuille de match | Feuille de match                    | Feuille de match | Feuille de match                                                    |
| ---------------- | --- | ----------------------------------- | --- | ------------------------------------------------------------------- |
|                  | T. Hinam — 4 min 34 s J. Teasdale (R. Harvey-Pinard, F. Bibeau) — 18 min 32 s (SN) F. Bibeau (J. Lauko) — 32 min 59 s T. Hinam (N. Dobson) — 55 min 28 s P. Abbandonato (J. Teasdale, A. Beaucage) — 56 min 53 s N. Dobson — 58 min 19 s (CV) | 1-0 1-1 1-2 2-2 3-2 3-3 4-3 5-3 6-3 | C. Fonstad (O. Wiesblatt, N. Gregor) — 8 min 32 s B. Pachal (N. Gregor, J. Masella) — 13 min 47 s N. Gregor (C. Fonstad, M. Martin) — 37 min 43 s | Arbitrage : Mario Maillet Chris Crich Justin Burchell Maxime Chaput |
| Samuel Harvey    | Gardiens | Ian Scott                           | | Arbitrage : Mario Maillet Chris Crich Justin Burchell Maxime Chaput |
| 6 min            | Pénalités | 6 min                               | | Arbitrage : Mario Maillet Chris Crich Justin Burchell Maxime Chaput |
| 33               | Tirs | 33                                  | | Arbitrage : Mario Maillet Chris Crich Justin Burchell Maxime Chaput |

| 21 mai | Storm de Guelph | 5-2 (2-2, 2-0, 1-0) | Raiders de Prince Albert | Scotiabank Centre 9 248 spectateurs |

| Feuille de match | Feuille de match | Feuille de match            | Feuille de match                                                                             | Feuille de match                                                               |
| ---------------- | --- | --------------------------- | -------------------------------------------------------------------------------------------- | ------------------------------------------------------------------------------ |
|                  | F. Gordeev (N. Suzuki, C. Ralph) — 9 min 42 s I. Ratcliffe (M. Entwistle, S. Durzi) — 15 min 18 s L. Hawel (P. Gogolev, A. Toropchenko) — 21 min 21 s (SN) N. Suzuki (I. Ratcliffe, S. Durzi) — 25 min 2 s N. Suzuki (I. Ratcliffe) — 46 min 42 s | 1-0 1-1 2-1 2-2 3-2 4-2 5-2 | S. Montgomery (N. Gregor, B. Pachal) — 11 min 32 s (SN) D. Hannoun (B. Pachal) — 19 min 16 s | Arbitrage : Jonathan Alarie Mario Maillet Justin Herrington Tarrington Wyonzek |
| Anthony Popovich | Gardiens | Ian Scott                   |                                                                                              | Arbitrage : Jonathan Alarie Mario Maillet Justin Herrington Tarrington Wyonzek |
| 4 min            | Pénalités | 6 min                       |                                                                                              | Arbitrage : Jonathan Alarie Mario Maillet Justin Herrington Tarrington Wyonzek |
| 25               | Tirs | 21                          |                                                                                              | Arbitrage : Jonathan Alarie Mario Maillet Justin Herrington Tarrington Wyonzek |

| 22 mai | Mooseheads d'Halifax | 3-4 (0-2, 3-0, 0-2) | Huskies de Rouyn-Noranda | Scotiabank Centre 10 004 spectateurs |

| Feuille de match | Feuille de match | Feuille de match            | Feuille de match | Feuille de match                                                  |
| ---------------- | --- | --------------------------- | --- | ----------------------------------------------------------------- |
|                  | B-O. Groulx (A. Durandeau, J. Barron) — 20 min 48 s A. Durandeau (J. McIsaac, J. Bishop) — 27 min 34 s A. Morand (K. Getson, M. Trépanier) — 39 min 17 s (SN) | 0-1 0-2 1-2 2-2 3-2 3-3 3-4 | F. Bibeau (J. Lauko, A. Arsenault) — 14 min 38 s J. Teasdale (P. Abbandonato) — 15 min 50 s W. Rouleau (M. Gagnon, A. Arsenault) — 50 min 13 s J. Lauko (J. Bergeron, R. Harvey-Pinard) — 59 min 5 s | Arbitrage : Chris Crich Jason Faist Maxime Chaput Justin Burchell |
| Alexis Gravel    | Gardiens | Samuel Harvey               | | Arbitrage : Chris Crich Jason Faist Maxime Chaput Justin Burchell |
| 4 min            | Pénalités | 6 min                       | | Arbitrage : Chris Crich Jason Faist Maxime Chaput Justin Burchell |
| 27               | Tirs | 40                          | | Arbitrage : Chris Crich Jason Faist Maxime Chaput Justin Burchell |

### Phase finale

#### Demi-finale
| 24 mai | Huskies de Rouyn-Noranda | 6-4 (2-2, 1-1, 3-1) | Storm de Guelph | Scotiabank Centre 10 595 spectateurs |

| Feuille de match | Feuille de match | Feuille de match                        | Feuille de match | Feuille de match                                                         |
| ---------------- | --- | --------------------------------------- | --- | ------------------------------------------------------------------------ |
|                  | A. Beaucage (J. Lauko, N. Dobson) — 4 min 58 s (SN) J. Teasdale — 9 min 31 s T. Hinam (P. Abbandonato) — 26 min 49 s F. Bibeau (R. Harvey-Pinard) — 45 min 40 s F. Bibeau (J. Lauko, R. Harvey-Pinard) — 52 min 33 s R. Harvey-Pinard — 59 min 57 s | 1-0 1-1 1-2 2-2 2-3 3-3 4-3 5-3 5-4 6-4 | I. Ratcliffe (M. Entwistle, N. Suzuki) — 6 min 28 s J. Hanley (A. Toropchenko, N. Schnarr) — 7 min 28 s C. Ralph (Z. Roberts, J. Hanley) — 25 min 53 s I. Ratcliffe (M. Entwistle, N. Suzuki) — 58 min 47 s | Arbitrage : Jason Faist Jonathan Alarie Sylvain Losier Justin Herrington |
| Samuel Harvey    | Gardiens | Anthony Popovich                        | | Arbitrage : Jason Faist Jonathan Alarie Sylvain Losier Justin Herrington |
| 4 min            | Pénalités | 2 min                                   | | Arbitrage : Jason Faist Jonathan Alarie Sylvain Losier Justin Herrington |
| 39               | Tirs | 38                                      | | Arbitrage : Jason Faist Jonathan Alarie Sylvain Losier Justin Herrington |

#### Finale
| 26 mai | Huskies de Rouyn-Noranda | 4-2 (0-1, 2-1, 2-0) | Mooseheads d'Halifax | Scotiabank Centre 10 595 spectateurs |

| Feuille de match | Feuille de match | Feuille de match        | Feuille de match                                                                                         | Feuille de match                                                       |
| ---------------- | --- | ----------------------- | --- | ---------------------------------------------------------------------- |
|                  | F. Bibeau (R. Harvey-Pinard) — 30 min 27 s J. Teasdale (T. Hinam, J. Bergeron) — 35 min 11 s P. Abbandonato (J. Lauko, J. Bergeron) — 43 min 2 s V. Marleau (M. Gagnon, P. Abbandonato) — 45 min 3 s | 0-1 0-2 1-2 2-2 3-2 4-2 | S. Asselin (J. Ryczek, B-O. Groulx) — 19 min 16 s (SN) R. Lavoie (B-O. Groulx, S. Asselin) — 25 min 26 s | Arbitrage : Mario Maillet Chris Crich Tarrington Wyonzek Maxime Chaput |
| Samuel Harvey    | Gardiens | Alexis Gravel           | | Arbitrage : Mario Maillet Chris Crich Tarrington Wyonzek Maxime Chaput |
| 2 min            | Pénalités | 2 min                   | | Arbitrage : Mario Maillet Chris Crich Tarrington Wyonzek Maxime Chaput |
| 35               | Tirs | 25                      | | Arbitrage : Mario Maillet Chris Crich Tarrington Wyonzek Maxime Chaput |

## Classement
Classement à l'issue du tour préliminaire :
| Clt   | Équipe                   | Ligue         | PJ | V | D | DP | BP | BC | Pts |
| ----- | ------------------------ | ------------- | -- | - | - | -- | -- | -- | --- |
| +001, | Mooseheads d'Halifax     | LHJMQ (hôtes) | 3  | 2 | 1 | 0  | 11 | 7  | 4   |
| +002, | Storm de Guelph          | LHO           | 3  | 2 | 1 | 0  | 12 | 8  | 4   |
| +003, | Huskies de Rouyn-Noranda | LHJMQ         | 3  | 2 | 1 | 0  | 12 | 11 | 4   |
| +004, | Raiders de Prince Albert | LHOu          | 3  | 0 | 3 | 0  | 6  | 15 | 0   |

- Équipe directement qualifiée pour la finale
- Équipe qualifiée pour la demi-finale

## Statistiques

### Meilleurs pointeurs
| Clt | Joueur               | Équipe                   | PJ | B | A | Pts | Pun |
| --- | -------------------- | ------------------------ | -- | - | - | --- | --- |
| 1   | Jakub Lauko          | Huskies de Rouyn-Noranda | 5  | 2 | 6 | 8   | 0   |
| 2   | Nick Suzuki          | Storm de Guelph          | 4  | 3 | 4 | 7   | 0   |
| 3   | Sean Durzi           | Storm de Guelph          | 4  | 2 | 5 | 7   | 2   |
| 4   | Félix Bibeau         | Huskies de Rouyn-Noranda | 5  | 5 | 1 | 6   | 8   |
| 5   | Isaac Ratcliffe      | Storm de Guelph          | 4  | 3 | 3 | 6   | 8   |
| 6   | Alexey Toropchenko   | Storm de Guelph          | 4  | 3 | 3 | 6   | 0   |
| 7   | Maxim Trépanier      | Mooseheads d'Halifax     | 4  | 1 | 5 | 6   | 2   |
| 8   | Rafael Harvey-Pinard | Huskies de Rouyn-Noranda | 5  | 1 | 5 | 6   | 0   |
| 9   | Joël Teasdale        | Huskies de Rouyn-Noranda | 5  | 4 | 1 | 5   | 6   |
| 10  | Samuel Asselin       | Mooseheads d'Halifax     | 4  | 3 | 2 | 5   | 2   |

### Meilleurs gardiens
| Clt | Joueur           | Équipe                   | PJ | V | D | DP | Bl | Moy  | %Arr  |
| --- | ---------------- | ------------------------ | -- | - | - | -- | -- | ---- | ----- |
| 1   | Alexis Gravel    | Mooseheads d'Halifax     | 4  | 2 | 2 | 0  | 0  | 2,78 | 0,918 |
| 2   | Anthony Popovich | Storm de Guelph          | 4  | 2 | 2 | 0  | 0  | 3,28 | 0,896 |
| 3   | Samuel Harvey    | Huskies de Rouyn-Noranda | 5  | 4 | 1 | 0  | 0  | 3,40 | 0,888 |

## Honneurs individuels
Cette section présente les meilleurs joueurs du tournoi.

### Trophées
- Trophée Stafford-Smythe (meilleur joueur) : Joël Teasdale (Huskies de Rouyn-Noranda)
- Trophée George-Parsons (meilleur esprit sportif) : Nick Suzuki (Storm de Guelph)
- Trophée Hap-Emms (meilleur gardien) : Alexis Gravel (Mooseheads d'Halifax)
- Trophée Ed-Chynoweth (meilleur buteur) : Jakub Lauko (Huskies de Rouyn-Noranda)

### Équipe d'étoiles
- Gardien : Alexis Gravel (Mooseheads d'Halifax)
- Défenseurs : Sean Durzi (Storm de Guelph) et Noah Dobson (Huskies de Rouyn-Noranda)
- Attaquants : Isaac Ratcliffe (Storm de Guelph), Félix Bibeau (Huskies de Rouyn-Noranda) et Benoit-Olivier Groulx (Mooseheads d'Halifax)